# 那加雄飛ケ丘町
那加雄飛ケ丘町（なかゆうひがおかちょう）は、岐阜県各務原市の地名。丁番を持たない単独町名である。

## 地理
各務原市の那加地区に属する。町域の東部は那加昭南町、蘇原希望町、西部は那加桜町、南部は那加東新町、那加桜町、北部は那加不動丘、入会町に接する。
JR高山本線が町域の南部を通過する。
戦前に整備された碁盤目状の区画である。川崎航空機工業によって建てられた平屋建て長屋住居が残る。
地名は川崎航空機工業の雄飛ケ丘住宅に因む。雄飛ケ丘は「飛行機が飛ぶ丘陵地」と「雄鳥が大空に飛び上がるように町が発展する」を合わせた意味を持つ。また、東の蘇原町にある川崎航空機工業の旭住宅が「朝日」対し、西の那加町にある雄飛ケ丘住宅が「夕日」とする意味も含まれている。
道路
- かえで通り

## 歴史
元々は稲葉郡那加村西市場外六ケ所大字入会地の一部である。1937年（昭和12年）に川崎造船所飛行機部（後の川崎航空機工業）各務原分工場が各務原工場に昇格し、兵庫県から異動する従業員とその家族のための社宅を建設するためにこの地が区画整理され、数百戸の長屋住居が建設された。
1944年（昭和19年）2月11日、那加町西市場外六ケ所大字入会地の市街地の地域で字名の改称と地番変更がおこなわれ、雄飛ケ丘町が成立。1963年（昭和38年）4月1日に各務原市の発足に伴い那加雄飛ケ丘町に改称する。

## 世帯数と人口
2024年（令和6年）10月1日現在の世帯数と人口は以下の通りである。
| 町丁           | 世帯数  | 人口    |
| -------------- | ------- | ------- |
| 那加雄飛ケ丘町 | 673世帯 | 1,267人 |

## 小・中学校の学区
市立小・中学校に通う場合、学区は以下の通りとなる。
| 番・番地等 | 小学校                   | 中学校               |
| ---------- | ------------------------ | -------------------- |
| 全域       | 各務原市立那加第二小学校 | 各務原市立桜丘中学校 |

## 交通
- 各務原市ふれあいバス蘇原線

## 主な施設
- 薬師寺
- 雄飛ケ丘公園
- 雄飛ケ丘地区公民館
- 各務原市営住宅（雄飛ケ丘第1住宅、雄飛ケ丘第2住宅）